# Gacek bałkański
Gacek bałkański (Plecotus kolombatovici) – gatunek ssaka z podrodziny mroczków (Vespertilioninae) w obrębie rodziny mroczkowatych (Vespertilionidae).

## Taksonomia
Gatunek po raz pierwszy zgodnie z zasadami nazewnictwa binominalnego opisała w 1980 roku jugosłowiańska zoolożka Beatrica Ðulić jako podgatunek Plecotus austriacus i nadając mu nazwę Plecotus austriacus kolombatovici. Holotyp pochodził z obszaru 2,5 km od wsi Žrnovo, na wysokości 176 m n.p.m., na wyspie Korčula, w Chorwacji.
Wcześniej uważany za podgatunek P. austriacus, ale podniesiony do rangi pełnego gatunku na podstawie różnic genetycznych i morfologicznych. Autorzy Illustrated Checklist of the Mammals of the World uznają ten gatunek za monotypowy.

### Etymologia
- Plecotus: gr. πλεκω plekō „owijać, skręcać”; ους ous, ωτος ōtos „ucho”[8].
- kolombatovici: prof. Juraj Kolombatović (1843–1908), chorwacki przyrodnik i ichtiolog[9].

## Zasięg występowania
Gacek bałkański występuje w południowej części Półwyspu Bałkańskiego wzdłuż wybrzeża Morza Adriatyckiego, w Grecji, południowej Turcji, północno-zachodniej Syrii i Libanie; obecny także na niektórych wyspach śródziemnomorskich (Pantelleria (wstępnie), Kreta, Rodos i Cypr); prawdopodobnie zamieszkuje Izrael, Palestynę i Jordanię.

## Morfologia
Długość ciała (bez ogona) 42–54 mm, długość ogona 42–48 mm, długość ucha 29–35 mm, długość przedramienia 36–39 mm; masa ciała około 7 g. Samce mają krótsze przedramię (poniżej 38 mm) niż samice (do 39 mm).